# Veřejná hlídaná parkoviště ve správě Technické správy komunikací hl. m. Prahy

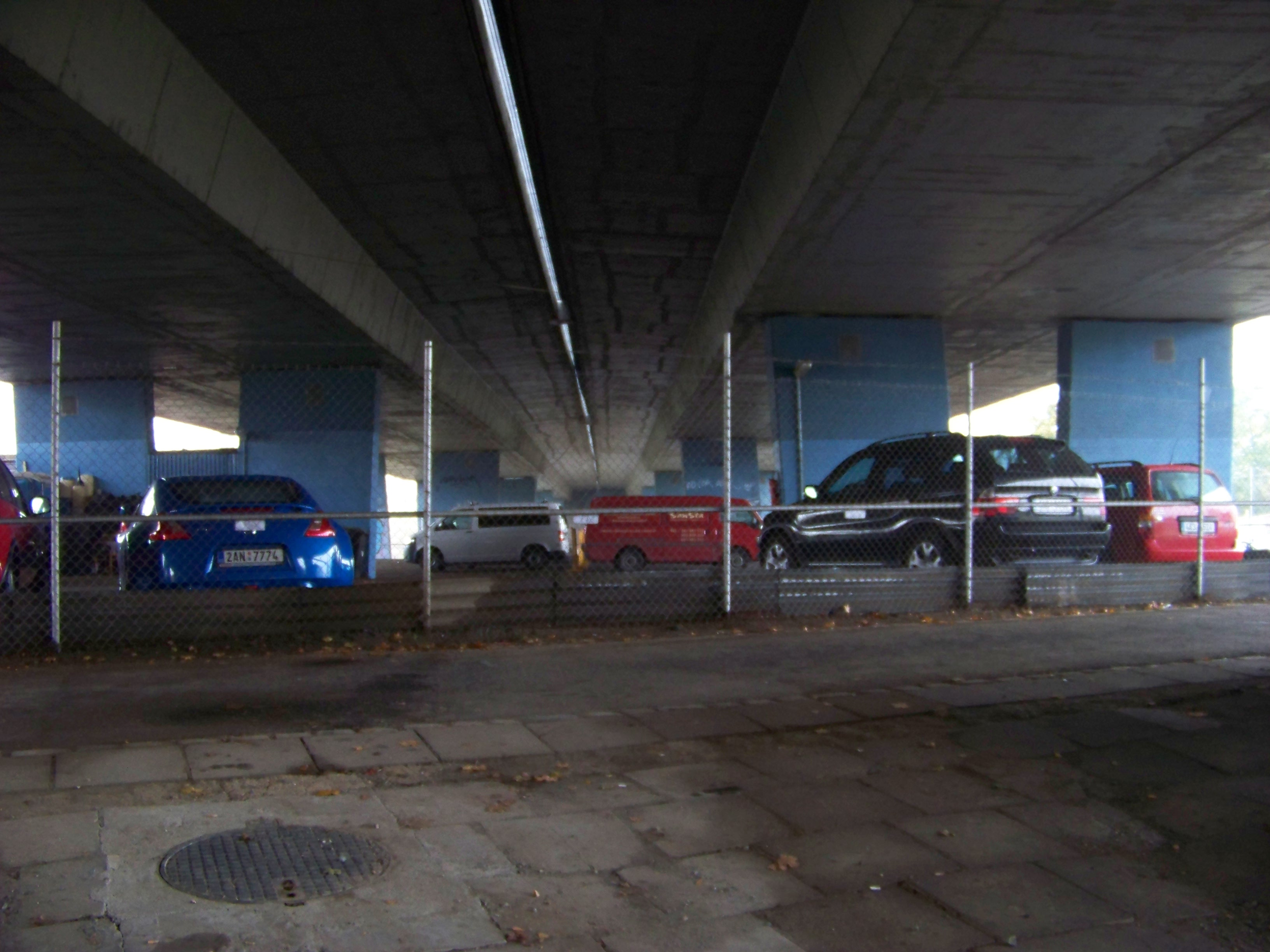
Hlídané parkoviště u Michelské ulice

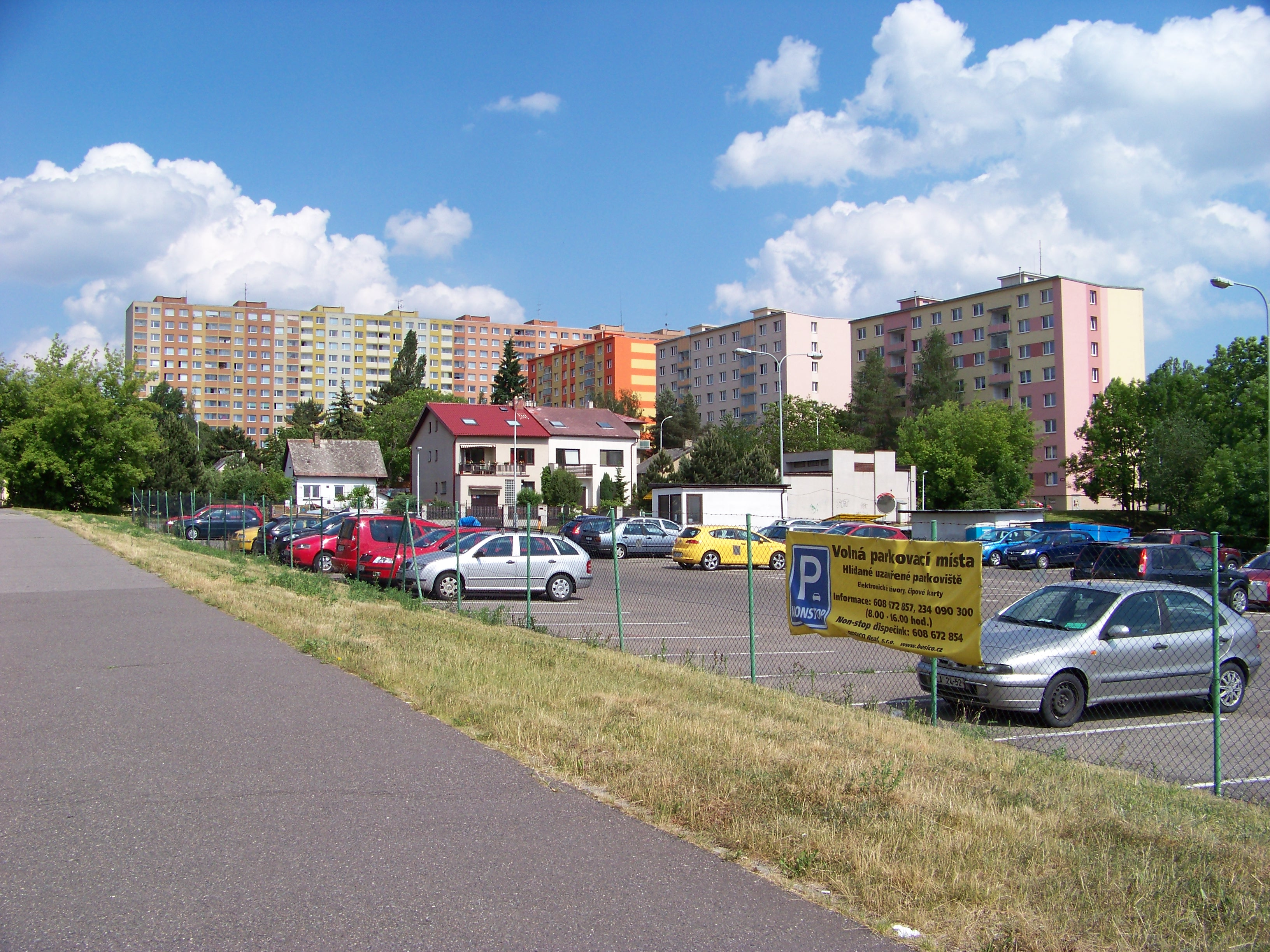
Hlídané parkoviště Durychova – U Kamýku

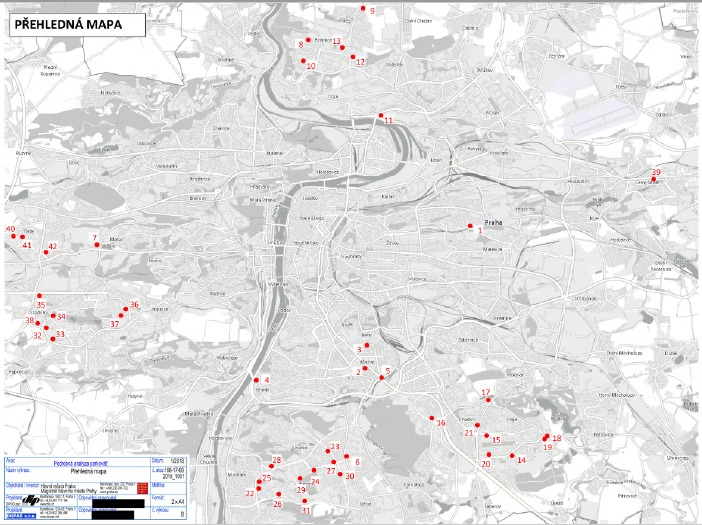
Mapa rozmístění 42 sídlištních hlídaných parkovišť TSK hl. m. Prahy

Technická správa komunikací hl. m. Prahy pronajímá parkovací plochy v majetku hlavního města Prahy soukromým firmám k provozování veřejných, hlídaných a placených parkovišť. V září 2017 značnou část smluv vypověděla se záměrem vytvoření jednotného systému veřejných hlídaných parkovišť vlastněných hlavním městem Prahou, jejich napojení na informační systémy, standardizace zabezpečení a provozu, garance jednotné ceny a multifunkčního využití kapacity parkovišť. Nájemci se výpovědím úspěšně soudně brání a ani po uplynutí výpovědní lhůty někteří z nich parkoviště neopustili. 

## Stav do roku 2017
K 12. září 2017 pronajímala tímto způsobem 90 parkovišť o celkové kapacitě cca 12 tisíc parkovacích míst, z toho asi jednu třetinu v režimu hodinového parkování, 4 parkoviště pro autobusy, 2 patrové parkovací stavby bez navazujících služeb a 2 garážové komplexy se službami: parkovací dům Slovan s myčkou a GPK Wilsonova s myčkou a autoopravnou. Zbylých asi 60 parkovišť především v okrajových částech města a v sídlištní zástavbě je v systému abonentních parkovacích míst.
Veřejná hlídaná parkoviště byla provozována nájemci vybranými ve výběrových řízeních, a to za nájemné. Nejstarší smlouvy pocházejí z roku 1995. Většina smluv byla uzavírána na dobu neurčitou s tříměsíční výpovědní lhůtou, pouze v jednom případě výpovědní lhůta nebyla stanovena, a tudíž je ze zákona šestiměsíční. Výše nájmů se liší, například nájemci v Habrové ulici na Žižkově platili městu 12 609 korun ročně za 45 parkovacích míst , zatímco v Lýskově ve Stodůlkách 8167 korun ročně za 66 parkovacích míst.
V roce 2016 město bez náhrady zrušilo provoz parkovišť na Malostranském náměstí a vedle budovy Muzea hlavního města Prahy na Florenci.
V roce 2016 údajně provozovatelé parkovišť s náměstkem primátorky Petrem Dolínkem jednali, zda mohou modernizovat svá parkoviště a nehrozí jim výpověď, a dostali kladnou odpověď. Na základě tohoto ujištění bylo kolem 30 % parkovišť modernizováno.
Údajně již někdy dříve chtěla radnice provozovatelům parkovišť rušit smlouvy a APP pohrozila, že její členové protestně uzavřou záchytná parkoviště. Město pak prý od svého plánu ustoupilo.

## Výpovědi 2017
12. září 2017 přijala Rada hlavního města Prahy na základě iniciativy radního a náměstka primátorky Petra Dolínka usnesení č. 2237, kterým schválila ukončení 42 smluv o pronájmu parkovišť tak, aby smluvní vztahy byly ukončeny nejpozději k 31. březnu 2018. V odůvodnění uvádí, že výše nájemného u dříve uzavřených smluv už nemusí odpovídat současným požadavkům smlouvy, dále je zvažována modernizace a standardizace vybavenosti parkovišť a napojení na stávající i budoucí informační systémy zajišťující lepší využití kapacit pro rezidenty i abonenty v rámci Smart Prague. Dalším důvodem výpovědí má být garance ceny parkovného pro rezidenty a abonenty (rezidentům Dolínek sliboval garanci ceny 800 Kč měsíčně) a zlepšení parkovací situace v exponovaných sídlištních lokalitách. Odboru rozvoje a financování dopravy MHMP přitom uložila zajistit realizaci usnesení prostřednictvím Technické správy komunikací a.s. a náměstkovi primátorky Dolníkovi uložila připravit projekt jednotného systému veřejných hlídaných parkovišť vlastněných hlavním městem Prahou. Novým provozovatelem od 1. dubna 2018 dle důvodové zprávy mělo být hlavní město Praha prostřednictvím Technické správy komunikací a.s. s tím, že parkoviště by nadále byla využívána jako rezidentní/abonentní, ale s využitím volných kapacit pro návštěvníky v režimu regulovaného placeného stání. Technická správa komunikací ve spolupráci s městskou společností Operátor ICT připravuje technologické řešení systému. Podle informace ze září 2017 chtěl do dubna 2018 MHMP v soutěži získat technologické vybavení parkovišť, například kamery a závory.
V příloze č. 1 usnesení je uvedených 42 parkovišť označeno jako „parkoviště sídlištní“.

| Č. | Ulice                                | Městská část | Čtvrť      | Parcela                                   | Smlouva | Souřadnice                            |
| -- | ------------------------------------ | ------------ | ---------- | ----------------------------------------- | --- | ------------------------------------- |
| 1  | Habrová                              | Praha 3      | Žižkov     | 2922/33                                   | 1/00/361/0193 z 12. 9. 2000 | 50°5′17,1″ s. š., 14°29′33,33″ v. d.  |
| 2  | Jihlavská (NN2939)                   | Praha 4      | Michle     | 3275 (chybné)                             | smlouva č. 1/04/360/1137 z 15. 11. 2004 (uvažováno o zařazení do parkovacích zón)                                                          | 50°2′41,43″ s. š., 14°27′21,35″ v. d. |
| 3  | Michelská (NN3913)                   | Praha 4      | Michle     | 785/17                                    | smlouva č. 1/08/360/0357 z 28. 11. 2008 (uvažováno o zařazení do parkovacích zón)                                                          | 50°3′5,13″ s. š., 14°27′17,87″ v. d.  |
| 4  | Na Mlejnku                           | Praha 4      | Braník     | 3124/39                                   | smlouva č. 1/05/360/0381 z 29. 11. 2005 | 50°2′12,62″ s. š., 14°24′33,72″ v. d. |
| 5  | pod 5. května – Michelská            | Praha 4      | Michle     | 3466                                      | smlouva č. 481/95/360 z 15. 5. 1995 | 50°2′34,77″ s. š., 14°27′45,7″ v. d.  |
| 6  | Štúrova – V Štíhlách                 | Praha 4      | Krč        | 2869/219                                  | smlouva č. 1/04/360/1142 z 16. 11. 2004 | 50°1′13,19″ s. š., 14°27′7,78″ v. d.  |
| 7  | Kukulova (NN4515)                    | Praha 5      | Motol      | 439/2 (?), 486/12, 495/4, 556/6           | smlouva č. 1/15/360/0001 z 25. 3. 2015 | 50°4′8,62″ s. š., 14°20′2,37″ v. d.   |
| 8  | Cafourkova (NN3228)                  | Praha 8      | Bohnice    | 840/165                                   | smlouva č. 354/99/361 z 9. 12. 1999 | 50°7′59,39″ s. š., 14°24′41,96″ v. d. |
| 9  | Křivenická (NN5185)                  | Praha 8      | Čimice     | 1016/76                                   | smlouva č. 1178/95/360 z 20. 12. 1995 (uvažována změna na parkoviště P+R)                                                                  | 50°8′38,66″ s. š., 14°26′0,09″ v. d.  |
| 10 | Mazurská (NN3250)                    | Praha 8      | Troja      | 1322/1                                    | smlouva č. 1/08/360/0362 z 1. 12. 2008 | 50°7′38,32″ s. š., 14°24′37,81″ v. d. |
| 11 | Pelc-Tyrolka (NN5355)                | Praha 8      | Libeň      | 434                                       | smlouva č. 1/08/360/0320 z 3. 11. 2008 (cíleně odstavovány velké vozy včetně autobusů)                                                     | 50°6′56,29″ s. š., 14°26′49,45″ v. d. |
| 12 | Podhajská pole (NN3235)              | Praha 8      | Bohnice    | 599                                       | smlouva č. 358/99/361 z 9. 12. 1999 | 50°7′50,5″ s. š., 14°25′54,86″ v. d.  |
| 13 | Ústavní (NN4276)                     | Praha 8      | Bohnice    | 585/198                                   | smlouva č. 127/99/361 z 12. 4. 1999 | 50°7′56,53″ s. š., 14°25′38,73″ v. d. |
| 14 | Doubravická (NN1591,2,3)             | Praha 11     | Chodov     | 3034/5,6,7                                | smlouva č. 1/08/360/0361 z 1. 12. 2008 | 50°1′36,34″ s. š., 14°31′23,78″ v. d. |
| 15 | Hviezdoslavova (NN3336)              | Praha 11     | Chodov     | 3103/1                                    | smlouva č. 1/12/360/0012 z 7. 3. 2012 (uvažována změna na parkoviště P+R)                                                                  | 50°1′52,62″ s. š., 14°30′40,71″ v. d. |
| 16 | Kaplanova – Kloknerova (NN4396)      | Praha 11     | Chodov     | 2119/3 a 56 (druhé parcelní číslo chybné) | smlouva č. 1/07/360/0177 z 5. 6. 2007 | 50°2′1,94″ s. š., 14°29′12,85″ v. d.  |
| 17 | Mírového hnutí – K Horkám (NN3332)   | Praha 11     | Chodov     | 2336/62                                   | smlouva č. 1/08/360/0360 z 1. 12. 2008 (cíleně odstavovány velké vozy včetně autobusů)                                                     | 50°2′25,49″ s. š., 14°30′37,48″ v. d. |
| 18 | Opatovská – Štichova (NN3342)        | Praha 11     | Háje       | 910                                       | smlouva č. 1/08/360/0359 z 1. 12. 2008 | 50°1′59,65″ s. š., 14°32′13,63″ v. d. |
| 19 | Opatovská x Štichova                 | Praha 11     | Háje       | 912                                       | smlouva č. 1/00/361/0043 z 17. 2. 2000 | 50°1′56,59″ s. š., 14°32′7,6″ v. d.   |
| 20 | Šalounova (NN4440)                   | Praha 11     | Chodov     | 2014/383                                  | smlouva č. 1/10/360/0325 z 30. 12. 2010 (uvažována změna na parkoviště P+R)                                                                | 50°1′31,96″ s. š., 14°30′49,32″ v. d. |
| 21 | Valentova (NN3346)                   | Praha 11     | Chodov     | 1416/4                                    | smlouva č. 351/98/360 z 28. 4. 1998 | 50°2′0,76″ s. š., 14°30′26″ v. d.     |
| 22 | Botevova (NN3391,2)                  | Praha 12     | Modřany    | 4400/380                                  | smlouva č. 1/00/361/0086 z 5. 4. 2000 | 50°0′27,73″ s. š., 14°24′59,17″ v. d. |
| 23 | Čechtická x Novodvorská (NN3857)     | Praha 12     | Kamýk      | 510, 640 (obě čísla chybná)               | smlouva č. 1/07/360/0379 z 6. 12. 2007 (není stanovena výpovědní lhůta)                                                                    | 50°1′14,63″ s. š., 14°26′38,22″ v. d. |
| 24 | Durychova – U Kamýku (NN4076)        | Praha 12     | Kamýk      | 1859/306                                  | smlouva č. 896/96/361 z 24. 9. 1996 | 50°0′54,41″ s. š., 14°26′22,75″ v. d. |
| 25 | Krouzova (NN3389)                    | Praha 12     | Modřany    | 4137/44                                   | smlouva č. 897/96/360 z 24. 9. 1996 | 50°0′35,88″ s. š., 14°24′57,56″ v. d. |
| 26 | Nikoly Vapcarova (NN3400)            | Praha 12     | Modřany    | 4400/530–533                              | smlouva č. 1/16/360/0038 z 29. 7. 2016 | 50°0′24,84″ s. š., 14°25′31,71″ v. d. |
| 27 | Novodvorská – Durychova (NN3363)     | Praha 12     | Kamýk      | 580/55                                    | smlouva č. 950/96/360 z 15. 10. 1996 | 50°1′4,57″ s. š., 14°26′50,52″ v. d.  |
| 28 | Rytířova (NN1769)                    | Praha 12     | Kamýk      | 1864/129                                  | smlouva č. 895/96/360 z 24. 9. 1996 | 50°0′51,85″ s. š., 14°25′14,23″ v. d. |
| 29 | Špirkova (NN3370)                    | Praha 12     | Kamýk      | 2019/1                                    | smlouva č. 254/98/360 z 1. 4. 1998 | 50°0′44,86″ s. š., 14°26′3,76″ v. d.  |
| 30 | U vodojemu x K Lesu                  | Praha 12     | Kamýk      | 1663, 1664                                | smlouva č. 648/96/250 z 13. 6. 1996 (neslouží jako parkoviště, ale jako odstavná plocha autoservisu)                                       | 50°0′53,58″ s. š., 14°27′3,45″ v. d.  |
| 31 | Vazovova – Levského (NN3411)         | Praha 12     | Modřany    | 4400/662, 4423/59                         | smlouva č. 1197/96/360 z 17. 12. 1996 | 50°0′21,05″ s. š., 14°26′14,67″ v. d. |
| 32 | Fantova (NN3449)                     | Praha 13     | Stodůlky   | 151/304                                   | smlouva č. 19/99/361 z 4. 2. 1999 | 50°2′37,53″ s. š., 14°18′58,82″ v. d. |
| 33 | Holýšovská (NN3452)                  | Praha 13     | Stodůlky   | 2160/1 – ve skutečnosti asi 2160/239      | smlouva č. 300/99/361 z 1. 10. 1999 | 50°2′27,71″ s. š., 14°19′13,4″ v. d.  |
| 34 | Kettnerova (NN3451)                  | Praha 13     | Stodůlky   | 2131/19                                   | smlouva č. 20/99/360 z 4. 2. 1999 (uvažována změna na parkoviště P+R)                                                                      | 50°2′51,4″ s. š., 14°19′9,42″ v. d.   |
| 35 | Lýskova x NN3444                     | Praha 13     | Stodůlky   | 1085/9                                    | smlouva č. 21/99/361 z 4. 2. 1999 | 50°3′10,71″ s. š., 14°18′48,54″ v. d. |
| 36 | Petržílkova (NN3472)                 | Praha 13     | Stodůlky   | 2780/144                                  | smlouva č. 1/00/361/0064 z 10. 3. 2000 (uvažována změna na parkoviště P+R)                                                                 | 50°3′7,61″ s. š., 14°21′0,01″ v. d.   |
| 37 | Seydlerova (NN3470)                  | Praha 13     | Stodůlky   | 2941                                      | smlouva č. 203/98/360 z 11. 3. 1998 (uzavřeno z důvodu havarijního stavu) (dle parcelního čísla jde o bývalé parkoviště P+R Nové Butovice) | 50°3′1,63″ s. š., 14°21′2,45″ v. d.   |
| 38 | Vackova – Jeremiášova (NN1496, 7, 8) | Praha 13     | Stodůlky   | 151/46                                    | smlouva č. 301/96/361 z 13. 3. 1996 (uvažována změna na parkoviště P+R)                                                                    | 50°2′40,57″ s. š., 14°18′43,64″ v. d. |
| 39 | Cíglerova u tubusu (NN4145)          | Praha 14     | Černý Most | 38, 42, 43, 5/2, 210/1, 215/1, 221/641    | smlouva č. 1/04/360/1218 z 10. 12. 2004 (uvažována změna na parkoviště P+R)                                                                | 50°6′27,07″ s. š., 14°33′57,59″ v. d. |
| 40 | Galandova                            | Praha 17     | Řepy       | 1293/576, 65/7                            | smlouva č. 669/98/361 z 15. 10. 1998 | 50°4′6,82″ s. š., 14°17′51,48″ v. d.  |
| 41 | Na moklině (naproti čo. 20)          | Praha 17     | Řepy       | 1956                                      | smlouva č. 1/08/360/0412 z 19. 12. 2008 | 50°4′6,56″ s. š., 14°18′3,3″ v. d.    |
| 42 | Skuteckého (NN3579)                  | Praha 17     | Řepy       | 1142/99                                   | smlouva č. 350/98/360 z 28. 4. 1998 | 50°3′53,06″ s. š., 14°18′42,18″ v. d. |

Do seznamu smluvních vztahů určených k ukončení nebyla zařazena parkoviště, u nichž se počítá se zařazením do zón placeného stání, parkovací domy, parkoviště na pozemcích, kde je plánováno jiné využití (výstavba parkovacího domu, tramvajové trati apod.), a na pozemcích, jejichž výhradním nebo majoritním vlastníkem není hlavní město Praha.
Podle náměstka primátory Petra Dolínka je prvních 42 výpovědí první vlnou a další mohou následovat.
Ondřej Prokop, zastupitel hlavního města i městské části Praha 11 za ANO 2011, rozhodnutí rady města uvítal s tím, že některé nájemní smlouvy jsou velmi staré a opravdu nevýhodné jak pro město, tak místní obyvatele a v kontextu chybějících parkovacích míst v mnoha lokalitách Jižního Města jde rozhodně o krok správným směrem, a to v garanci minimální úrovně kvality služby hlídaného parkoviště a maximální ceny parkovného.
2. ledna 2018 uzavřelo hlavní město Praha smlouvu č. INO/29/02/003462/2017 se společností Dopravní a inženýrské projekty s. r. o. (DIPRO) na zakázku Podrobná analýza parkovišť v ceně 1 887 000 Kč bez DPH. Dodavateli smlouva ukládá, aby analyzoval 42 parkovišť, kterých se týkala výpověď, a aby vyhodnotil, jaké jsou jejich standardy: technické parametry parkovišť a jejich stání, vjezdů a výjezdů, režim parkoviště a zajištění provozu, naváděcí systémy, bezpečnost dopravy na parkovišti a v okolí, zajištění bezpečnosti a dohledu na parkovišti, kvalita návazné pěší dopravy a bezbariérový přístup,  vazby na MHD a kvalita návazné MHD, vazby na občanskou vybavenost (úřady, školy, kancelářské objekty, obchodní centra), stávající odstavy dle druhu odstavu a dle druhu uživatelů a doby parkování, provozní řád.
Ačkoliv v září 2017 náměstek Dolínek uváděl, že do dubna 2018 chce magistrát v soutěži získat vybavení parkovišť, ještě v polovině února 2018 nebyla žádná soutěž vypsaná a nebylo jasné, kdy bude. Mluvčí TSK hl. m. Prahy uvedla, že TSK dosud od vlastníka pozemků nedostala pokyn k vyhlášení soutěží a „v současné době se k tomuto nelze dále jakkoliv vyjádřit“. Mluvčí magistrátu Hofman však v téže době dále trval na tom, že cílem je vytvořit jednotnou síť moderních a kvalitně vybavených parkovišť, která pro rezidenty zajistí možnost kvalitního parkování za akceptovatelnou cenu a návštěvníkům Prahy umožní bez problému zaparkovat a k cestám v rámci Prahy využít hromadnou dopravu.

## Spor o výpovědi
Asociace provozovatelů parkovišť obratem vyjádřila zásadní nesouhlas s rozhodnutím rady města. Uvedla, že podle ekonomické analýzy přijde tento krok a další navazující plány magistrátu daňové poplatníky minimálně na 200 milionů korun (až 250 miliónů korun), zatímco dosud město dostává od nájemců 15 milionů korun ročně jako svůj čistý zisk. V neposlední řadě je prý rozhodnutí rady porušením dohod, které provozovatelé s náměstkem Dolínkem uzavřeli o rok dříve, kdy se domluvili na modernizací parkovišť na náklady nájemců, k níž už došlo na 30 % parkovišť. APP uvedla, že se proti rozhodnutí bude bránit soudní cestou a požadovat kompenzace za vynaložené a zmařené investice. Podle APP je převzetí parkovišť městem pro občany jednoznačně nevýhodné a zmíněnou částku mohlo město využít řadou jiných způsobů, například k řešení nedostatku parkovišť P+R. Podle Petra Šimka, zástupce APP a jedné z firem, měli provozovatelé dostat šestiměsíční výpovědní lhůtu a měl jim být kompenzován klientský kmen i investice do parkovišť, například kamerový systém, vstupní brány a oplocení.
Všichni provozovatelé, kteří dostali výpověď, podali Technické správě komunikací námitky, které se opíraly zejména o nový občanský zákoník. Na námitky prý nikdo nereagoval, neodepsal ani nebyl ochotný jednat.
V únoru 2018 Lubomír Tusjak, zástupce APP, která sdružuje provozovatele tři čtvrtin placených parkovišť v Praze, uvedl, že APP chce docílit toho, aby město od vypovídání smluv ustoupilo a chce magistrát, potažmo TSK žalovat a táhnout soudy tak dlouho, jak to zákony umožní. Rovněž uvedl, že zvažují podat na Petra Dolínka trestní oznámení, ale nechtěl upřesnit, pro jaký trestný čin.
Mluvčí magistrátu Vít Hofman údajně uvedl, že takové jednání (míněny zřejmě žaloby) nemá žádné zákonné opodstatnění, protože jednotliví nájemci uzavřeli smlouvy včetně výpovědních podmínek o své svobodné vůli a o chystaných výpovědích věděli s dostatečným předstihem, protože už v roce 2016 mluvil Dolínek o plánu vypovědět smlouvy, jelikož jsou mimo jiné pro město nevýhodné. Že město k výpovědím přistoupí uvedl údajně v srpnu 2017, tedy měsíc před rozhodnutím rady.
Podle zprávy ze září 2018 hlavní město Praha čelí asi deseti žalobám ze strany provozovatelů parkovišť, kteří dostali výpověď, a dva soudní spory v polovině srpna 2018 v první instanci prohrálo. Obvodní soud pro Prahu 1 vyhověl žalobě firmy Siréna (představitel Petr Šimek, výpovědi se týkaly 6 parkovišť) i firmy Ospol (která dostala 5 výpovědí a jejímž představitelem je prezident Asociace provozovatelů parkovišť Lubomír Tusjak) a výpovědi označil za neoprávněné a neplatné, protože nesplňovaly zákonné náležitosti. V obou případech však bylo podáno odvolání.
Náměstek primátorky Petr Dolínek ani nikdo z jeho tří asistentů během deseti dnů nezareagoval ani na dotazy serveru iROZHLAS, náměstek nereagoval ani na urgence a zaslané SMS zprávy. Později na dotazy ohledně prohraných soudních sporů reagoval: „To si proberte s Technickou správou komunikací, ano? Oni jsou správci našeho majetku, já nedělám právní úkony. Já žádné kroky v té věci nedělám. Dostali usnesení rady a podle nich se mají zachovat.“ Mluvčí TSK Barbora Lišková rovněž nechtěla komentovat aktuální soudní řízení a pouze uvedla, že TSK vypověděla smlouvy k termínu, který jí uložila rada města. Uvedla však, že jedno soudní řízení bylo pravomocně zastaveno.
Někteří nájemci parkovišť ani po skončení výpovědní lhůty parkoviště neopustili a zůstali na něm z důvodu ochrany majetku až do pravomocného rozhodnutí soudu. Lubomír Tusjak uvedl, že pokud by se město s provozovateli nedohodlo, ti by si odvezli veškeré vybavení včetně plotu, sloupků a bran a nový provozovatel by pak musel znovu žádat o stavební povolení atd. V únoru 2018 pohrozil, že by mohli vytrhat i asfalt, pokud ho tam sami položili. V případě dohody s novým vedením města jsou provozovatelé ochotni své žaloby stahovat. Za jedno modernizované parkoviště požadovala APP náhradu kolem 2 milionů Kč.

## Strategie 2018
30. srpna 2018 Rada hl. m. Prahy vzala na vědomí analýzu 42 sídlištních parkovišť. Schválila realizovat pilotní projekt parkovišť č. 8, 9, 10, 12, 13, označených jako skupina parkovišť „S“, za použití smart řešení, a schválila nabídnutí parkovišť 1, 5, 7, 11, 17, 30, označených jako skupina „K“, ke komerčnímu pronájmu od 1. ledna 2019 na dobu 5 let.

## Revokace 2019
Usnesením Rady hl. m. Prahy z 28. ledna 2019 bylo usnesení z 30. srpna 2018 částečně revokováno. Nově bylo uloženo odboru rozvoje a financování dopravy, by do 28. února 2019 vytvořil pracovní skupinu ředitele odboru za účasti IPR Praha, TSK hl. m. Prahy a zpracovatele analýzy sídlištních parkovišť a stávajících hodinových parkovišť za účelem lepšího využití parkovacích míst na těchto komunikacích, a náměstkovi primátora Adamu Scheinherrovi rada města uložila do 30. září 2019 předložit radě města záměr komerčního pronájmu parkovišť 1, 5, 7, 11, 17, 30 (označených jako skupina „K“) na dobu 5 let prostřednictvím Technické správy komunikací hl. m. Prahy a.s. Dále bylo náměstkovi primátora uloženo do 30. září 2019 předložit radě města závěry analýzy z parkovišť II. etapy (hodinová parkoviště) a do 31. října 2019 předložit strategii využívání parkovacích míst z I. i II. etapy.